# Gran Premio de los Estados Unidos de 2005
El Gran Premio de los Estados Unidos de 2005 fue la novena carrera de la temporada 2005 de Fórmula 1, disputada el 19 de junio de 2005 en el Indianapolis Motor Speedway. La carrera fue una de las más polémicas en la historia reciente de la Fórmula 1. De veinte vehículos que entraron en competencia, solo los seis equipados con neumáticos Bridgestone (Ferrari, Jordan y Minardi) compitieron. Los otros catorce corredores, todos equipados con neumáticos Michelin, se retiraron tras completar la vuelta de formación alegando preocupación por su seguridad.
Tras varios fallos en sus neumáticos, siendo el más notable el del piloto de Toyota, Ralf Schumacher, Michelin advirtió a los siete equipos abastecidos con sus neumáticos que éstos no eran seguros para ser usados en la carrera, a pesar incluso de que Michelin había provisto neumáticos funcionales para la carrera desde 2001. La situación empeoró con las reglas establecidas para el campeonato de 2005, las cuales prohibían el cambio de neumáticos durante la carrera. El circuito había sido recientemente repavimentado, lo que resultó en un desgaste mayor de los neumáticos.
La FIA, órgano rector del deporte, rechazó una propuesta de Michelin para transformar la curva del óvalo en una chicana delimitada con conos, argumentando que tal cambio sería injusto con los equipos dotados por Bridgestone, los cuales habían venido preparados con neumáticos apropiados, y que tal cambio de diseño de último minuto sería peligroso en caso de presentarse un accidente. Los equipos con neumáticos Michelin, incapaces de alcanzar un acuerdo con la FIA, decidieron no participar. Al año siguiente se construyó un recorrido alternativo permanente a la curva del óvalo para evitar futuros problemas, que no llegó a ser usado nunca por la Fórmula 1.
De los seis pilotos que compitieron, el ganador fue Michael Schumacher de Ferrari. El resultado le favoreció significativamente, impulsándolo al tercer puesto del campeonato – ningún piloto por encima de él en la tabla de competidores participó en la carrera. La carrera también tuvo un importante efecto en el resultado del campeonato de constructores; sin los dieciocho puntos obtenidos, Ferrari hubiese terminado por detrás de Toyota al final de la temporada.
La situación creó una enorme cantidad de publicidad negativa para la Fórmula 1, especialmente en los Estados Unidos, un mercado en el que la Fórmula 1 ha tenido dificultades para establecerse, llevando a algunos a calificar la carrera de Indygate. La prueba también se destacó por ser la primera en la que el equipo Toyota obtuvo la pole position.
En España, Telecinco, cadena propietaria por entonces de los derechos de emisión de la carrera, decidió interrumpir la emisión de la carrera a partir de la vuelta 25 debido al irrelevante interés que despertaba con solamente 6 corredores. Nunca se emitieron, ni en directo ni en diferido, las 48 vueltas restantes, si bien los servicios informativos de Telecinco conectaron con Indianápolis en varias ocasiones durante el transcurso de la carrera.

## Antes de la carrera

### Fallos de los neumáticos Michelin

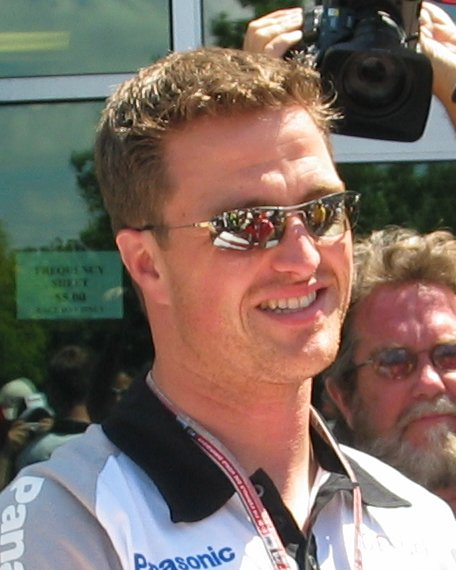
Ralf Schumacher durante una sesión de autógrafos, poco antes de su accidente en la curva 13.

El viernes 17 de junio de 2005, durante la sesión de prácticas de la tarde, el piloto de Toyota, Ralf Schumacher se estrelló estrepitosamente en la curva 13 del Indianapolis Motor Speedway, aparentemente producto de un fallo del neumático trasero izquierdo. No pudo competir el fin de semana y fue reemplazado por el piloto de pruebas Ricardo Zonta. Ralf Schumacher había sufrido un choque a alta velocidad en la misma curva el año anterior, siendo piloto del equipo Williams. La curva 13 del Indianapolis Motor Speedway es una curva inclinada de alta velocidad, única en la Fórmula 1, que genera una carga sobre el neumático más alta de lo normal. El 18 de junio, Michelin declaró que no entendía por qué los neumáticos que había provisto a sus siete clientes —BAR, McLaren, Red Bull, Renault, Toyota, Sauber y Williams— habían fallado en esa curva y anunció su intención de enviar neumáticos de diferente especificación desde su sede central en Clermont-Ferrand. Desafortunadamente, los neumáticos de reemplazo, similares a los usados en el Gran Premio de España del mismo año, sufrieron el mismo problema al ser probados.

### Correspondencia entre Michelin y la FIA
El 18 de junio, en una carta dirigida a Charlie Whiting, Director de Carrera de la FIA, los representantes de Michelin Pierre Dupasquier y Nick Shorrock revelaron que no conocían la causa de los fallos de los neumáticos de Toyota y que, a menos que la velocidad de los vehículos pudiese ser disminuida en la curva 13, Michelin no podría garantizar el buen funcionamiento de los neumáticos durante más de 10 vueltas. Whiting respondió el domingo 19 de junio, expresando su sorpresa al saber que Michelin no había proporcionado neumáticos adecuados, sugiriendo como solución a los equipos el limitar a sus pilotos a la máxima velocidad segura, especificada por Michelin, en la curva 13. Whiting también se refirió a varias soluciones propuestas por los equipos, insistiendo en que el uso de los nuevos neumáticos traídos por Michelin sería «un rompimiento de las reglas que sería evaluado por los comisarios», y que el instalar una chicana en la curva estaba «fuera de la discusión», ya que la carrera no sería autorizada por la FIA si el diseño de la pista era modificado. Whiting consideró las propuestas de los equipos con neumáticos Michelin como «muy injustas» con los equipos con neumáticos Bridgestone.
En una segunda carta, fechada el 19 de junio, Dupasquier y Shorrock confirmaron que no permitirían a sus equipos competir con neumáticos Michelin similares a los usados durante la clasificación si no se llevaban a cabo cambios en el circuito, y reiteraron su pedido de modificar la curva 13. En una breve respuesta, Whiting sostuvo que tal modificación no era posible y les dio a los equipos las opciones de limitar la velocidad en la curva 13, usar neumáticos de diferente especificación a los usados en la clasificación, so pena de ser sancionados, o de cambiar neumáticos durante la carrera, lo cual es permitido si la seguridad del piloto está en riesgo.

### Intentos de acuerdo

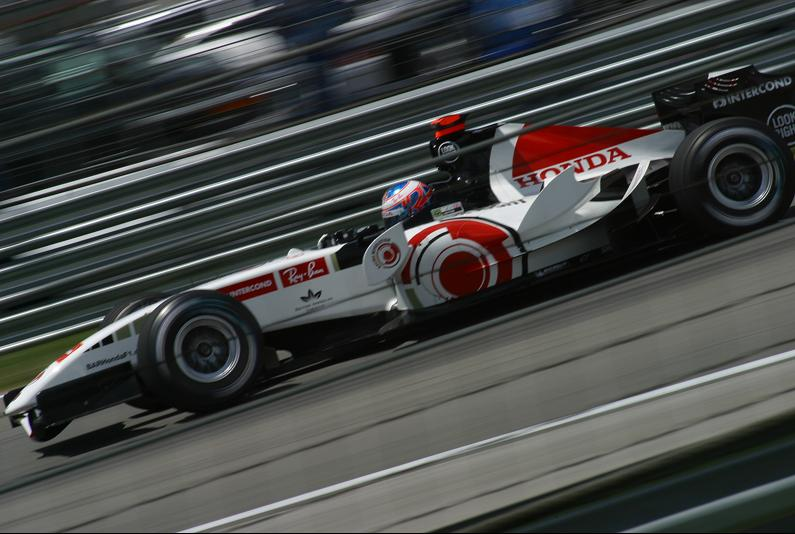
Jenson Button durante la sesión de clasificación.

Paul Stoddart, por entonces dueño de Minardi, un equipo con neumáticos Bridgestone, publicó el 22 de junio un recuento de los eventos previos a la carrera. En dicho recuento, Stoddart habla de una reunión llevada a cabo a las 10:00 a. m. del día de la carrera, a la cual fueron convocados el presidente del circuito Tony George, «los dos más altos representantes de Michelin presentes en el circuito», Bernie Ecclestone (presidente y director ejecutivo de la Formula One Management y la Formula One Administration), los directores de todos los equipos y los representantes técnicos de Michelin de cada equipo. Todos los invitados se hicieron presentes, a excepción de Jean Todt, director de la Scuderia Ferrari.
Según Stoddart, la reunión procedió de la siguiente manera: Los representantes de Michelin expusieron su posición, según la cual los neumáticos que habían provisto a los equipos no eran seguros para completar la totalidad de la carrera, y pidieron a los equipos con neumáticos Bridgestone, representados por Stoddart y Colin Kolles de Jordan, el permitir la instalación de una chicana en la curva 13. Los presentes en la reunión discutieron y rechazaron la solución propuesta por la FIA de limitar la velocidad en la curva 13 de los vehículos con neumáticos Michelin debido al potencial riesgo de accidentes que esto acarrearía. También descartaron la posibilidad de realizar paradas en los boxes cada diez vueltas, llegando así a la conclusión de que una chicana era la mejor solución, y finalmente ordenaron a varios representantes técnicos el preparar planes para su instalación. Bernie Ecclestone se ofreció a consultar con Todt y con el presidente de la FIA Max Mosley, quien no se encontraba presente en el circuito, y a citar de nuevo una reunión una vez tuviese las respuestas.
Ecclestone regresó a las 10:55 para informar al grupo de que Todt se había negado a aceptar la propuesta de la chicana, argumentando que ese era un problema de la FIA y de Michelin, no suyo. Para la fecha en que el recuento de Stoddart fue publicado, Todt ya había afirmado que a él nunca se le consultó, pero aseguró que, de haberlo sido, no habría estado de acuerdo con la chicana. Además de esto, Ecclestone informó en la reunión de que «el Sr. Mosley ha declarado que si se intenta modificar el circuito, él cancelará de inmediato la carrera».

### El plan de los equipos

La curva 13, centro de la controversia.

El grupo, de acuerdo a Stoddart, continuó proponiendo soluciones alternativas incluyendo «una carrera fuera de campeonato, o una carrera en la cual los equipos Michelin no pudieran sumar puntos, e incluso una carrera en la que sólo los equipos Michelin usaran la chicana», pero finalmente acordaron que la mejor solución era instalar la chicana y llevar a cabo una carrera fuera de campeonato, sin Ferrari en caso de ser necesario. Ignorar las instrucciones de la FIA y continuar con la carrera habría llevado a la FIA a retirar todo su personal de la misma, por lo cual el grupo nombró delegados para cada una de las posiciones vacantes, incluyendo un director de carrera que reemplazase a Charlie Whiting y un conductor para el coche de seguridad. A los directores de los equipos se les dio instrucciones para que comunicaran a sus equipos que, dada la ausencia del equipo y personal de la FIA, las reglas técnicas no podrían ser reforzadas, y que debían comportarse de manera honorable con el objetivo de llevar a cabo una carrera entretenida, por el bien de la Fórmula 1.
Se procedió a llamar a los veinte pilotos y a presentarles el plan. De la opinión que tenían los pilotos, Stoddart escribió: «No puedo testificar que todos y cada uno de los pilotos estuvo de acuerdo con lo que propusimos, pero puedo decir con certeza que ninguno estuvo en desacuerdo». Los pilotos de Ferrari no expresaron su opinión en el asunto, dejando la decisión en manos de Todt, quien no se encontraba presente. Los nueve directores de equipo presentes acordaron que, a menos que ellos y la FIA llegaran a una decisión favorable al interés del deporte, ellos no participarían en la carrera.
Tras un corto descanso, el grupo se reunió de nuevo en la oficina de Ecclestone, en donde encontraron al director del equipo Renault, Flavio Briatore, hablando por teléfono con Max Mosley. Al parecer Mosley había rechazado todas las propuestas presentadas, y de hecho «se dijo que Mosley había informado al señor Martin, el más alto representante de la FIA en los Estados Unidos, de que si algún tipo de carrera fuera de campeonato era llevada a cabo, o que si se le realizaba alguna modificación al circuito, el Gran Premio y todas las actividades de la FIA en los Estados Unidos estarían en riesgo». El mismo día en que la versión de Stoddart fue publicada, la FIA publicó un comunicado en el que negaba que Mosley hubiese proferido dicha amenaza, o que se hubiese presentado siquiera alguna conversación.
Tras agotar las opciones, los directores de los equipos con neumáticos Michelin, Stoddart y Bernie Ecclestone —pero no Colin Kolles de Jordan— discutieron sobre si sus vehículos debían o no participar y decidieron que sus vehículos participarían en la vuelta de formación, pero no en la carrera. Stoddart le preguntó a Kolles si sus vehículos iban a participar, y se le informó de que Jordan entraría en la carrera a pesar de haber acordado previamente el no hacerlo. Stoddart fue entonces abordado por un representante de Bridgestone, quien le dijo que Bridgestone deseaba que Minardi compitiera; Stoddart también declaró que dada su relación con Max Mosley, sentía que si no tomaba parte en la carrera fuertes sanciones le serían impuestas. Minardi decidió participar en la carrera, pero retiraría sus vehículos en caso de que los Jordan no pudiesen terminar la carrera.

## La carrera

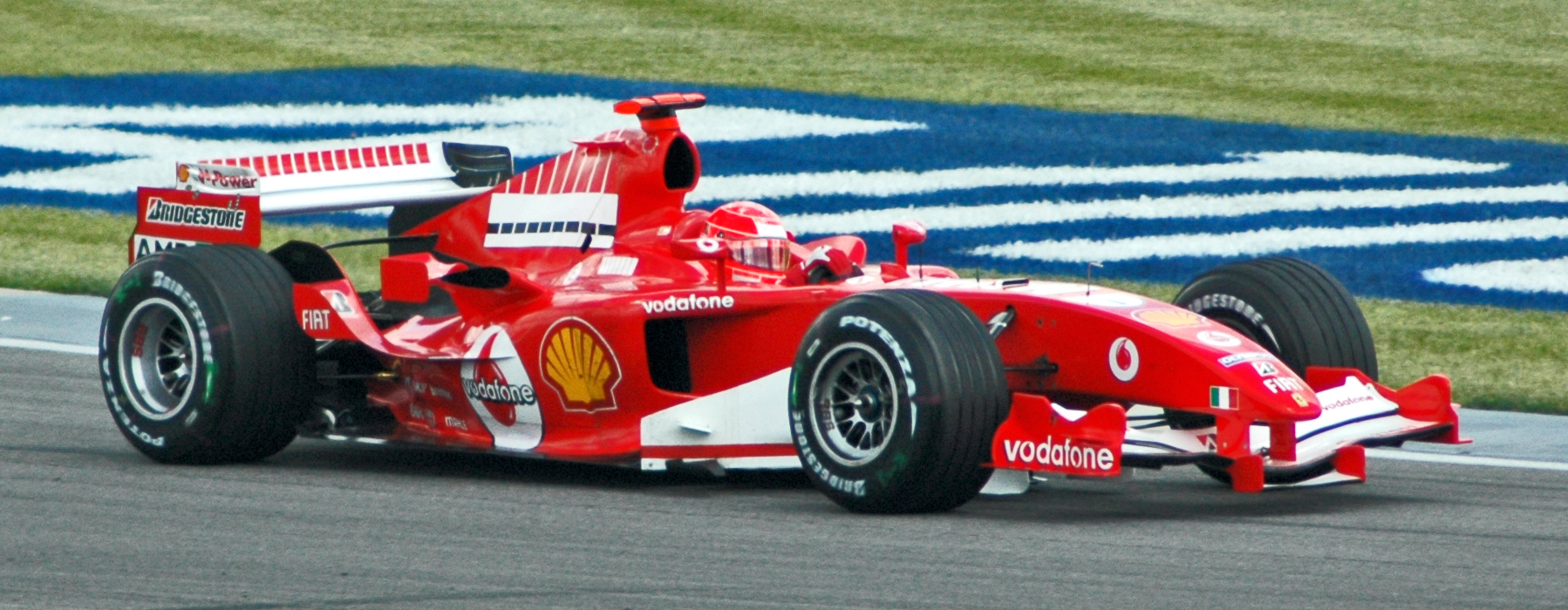
Michael Schumacher logró en Indianápolis su única victoria en la temporada 2005.

Al comienzo de la carrera, todos los vehículos se alinearon en la parrilla de acuerdo con el procedimiento de carrera de la FIA. Al encender las luces verdes que daban inicio a la vuelta de formación, los veinte vehículos arrancaron sin problema para dar la vuelta previa antes de organizarse en la parrilla. En la curva 13, en donde se encontraba la entrada a los boxes (y la curva que era centro de la controversia), todos los equipos con neumáticos Michelin se retiraron a sus garajes, dejando solo a los tres equipos con neumáticos Bridgestone (Ferrari, Jordan y Minardi) en carrera.
La acción de los equipos de completar la vuelta de formación y retirarse luego a los boxes enfureció a los aficionados, quienes no tenían idea sobre lo que estaba sucediendo. Desde las tribunas se escucharon fuertes abucheos, mientras que algunos aficionados arrojaron latas de cerveza, botellas de agua y basura hacia la pista. El locutor de SPEED, Peter Windsor, solo pudo explicar los detalles de la situación después de que la carrera ya hubiera comenzado. La prueba se convirtió rápidamente en una carrera de parejas entre los Ferrari, con Michael Schumacher y Rubens Barrichello al frente; los Jordan de Tiago Monteiro y Narain Karthikeyan en un distante tercer y cuarto lugar; y los Minardi de Christijan Albers y Patrick Friesacher cerrando la formación.
La carrera fue dominada por la estrategia en los boxes, ya que los únicos adelantamientos en el circuito fueron aquellos hechos sobre el tráfico. Albers fue el único competidor que se detuvo en tres ocasiones en boxes, mientras que todos los demás solo se detuvieron en dos ocasiones. Los únicos cambios en el liderato de la carrera se dieron en la vuelta 26, tras una parada en boxes de Schumacher, lo que le dio el liderato a Barrichello, y en la vuelta 51, cuando tras una rápida detención en boxes, Schumacher logró salir al mismo tiempo que Barrichello, forzando al brasileño a salirse de la pista en la curva 1. Tras este incidente, que no fue investigado por los comisarios, se les recordó a los dos pilotos de Ferrari que tuvieran cuidado de no estrellarse, tras lo cual ambos pilotaron de forma más pausada, ya con bastante ventaja sobre los demás vehículos en carrera. Ni Minardi ni Jordan habían sido competitivos en 2005, y sus cuatro pilotos consiguieron sus primeros puntos en Fórmula 1 en esta carrera. Los puntos obtenidos por Karthikeyan fueron los primeros obtenidos por un corredor indio en la Fórmula 1. Esta fue también la última carrera en la que Minardi sumó puntos.
En la ceremonia de entrega de premios, a la que no asistió ninguno de los dignatarios invitados, todos los miembros de Ferrari aceptaron silenciosamente sus trofeos y se retiraron con rapidez. Tiago Monteiro, sin embargo, se quedó celebrando efusivamente su primer podio, el primero también para un piloto portugués.

## Tras la carrera

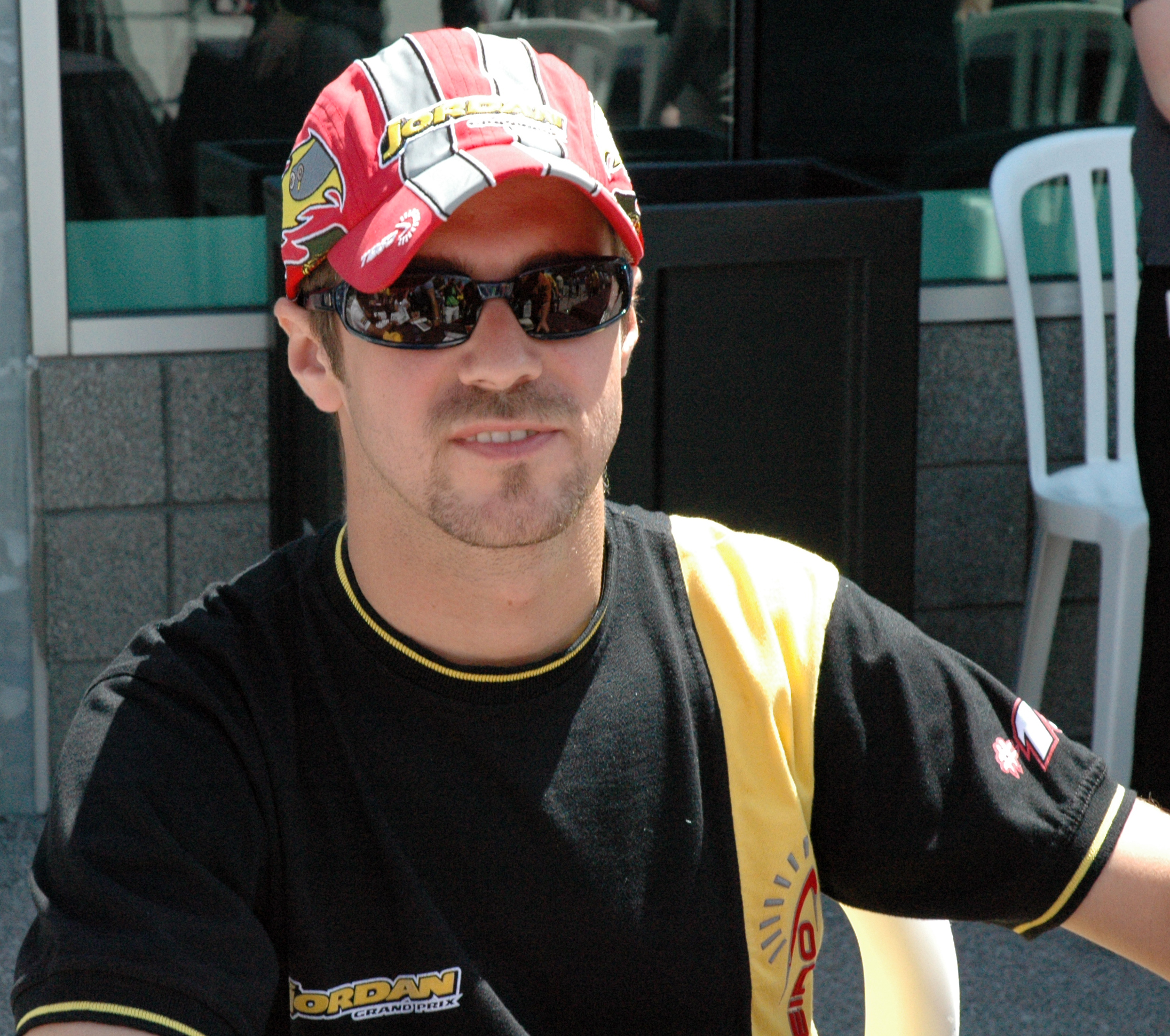
Tiago Monteiro, uno de los seis pilotos que tomó parte en la carrera, consiguió en Indianápolis su primer y único podio.

La victoria de Schumacher fue la única que obtuvo en 2005 y le permitió ascender del quinto al tercer puesto en la clasificación del campeonato de pilotos. Rubens Barrichello subió de la sexta posición a la cuarta, mientras que el equipo Ferrari logró pasar del quinto al tercer lugar en el campeonato de constructores. Tanto Jordan como Minardi sumaron puntos, con lo cual BAR-Honda quedó como el único equipo sin puntos hasta ese momento de la temporada.
Las recriminaciones por el fracaso a la hora de llegar a un arreglo que permitiese participar a los equipos con neumáticos Michelin no se hicieron esperar. Bernie Ecclestone, durante una entrevista, describió el futuro de la Fórmula 1 en Estados Unidos y el futuro de Michelin en el deporte como «nada bueno». También declaró que el «incidente no fue culpa de los equipos, para ser honesto».
La carrera fue señalada como una farsa; David Coulthard dijo: «Esto siembra un manto de duda sobre el futuro de la carrera en Estados Unidos». Algunos señalaron a los desacuerdos previos entre los equipos y Max Mosley (desacuerdos que por poco llevaron a la creación de la Grand Prix World Championship, competencia paralela a la Fórmula 1) como un factor crítico en el fracaso a la hora de conseguir un acuerdo y se indicó que los eventos en esta carrera aumentaron de manera considerable el riesgo de una ruptura completa de la Fórmula 1.
El dueño de Minardi, Paul Stoddart, dijo tras la carrera que todos los equipos, salvo Ferrari, acordaron el no participar en la misma, y que si Jordan no hubiera cambiado de parecer en el último minuto, Minardi también hubiese boicoteado la carrera. En su declaración posterior, Stoddart indicó que, a pesar de que el fallo de Michelin al no haber provisto neumáticos confiables fue el detonante de los eventos ocurridos en la carrera, él culpaba del fracaso para alcanzar un acuerdo (que hubiese permitido que la carrera se realizara sin inconvenientes, beneficiando así a los muchos aficionados que habían pagado por ver el gran premio) a Max Mosley y a la FIA, señalando también como culpable parcial al obstruccionismo practicado por el director del equipo Ferrari, Jean Todt. Stoddart pidió incluso la renuncia de Mosley.

### Respuesta de la FIA

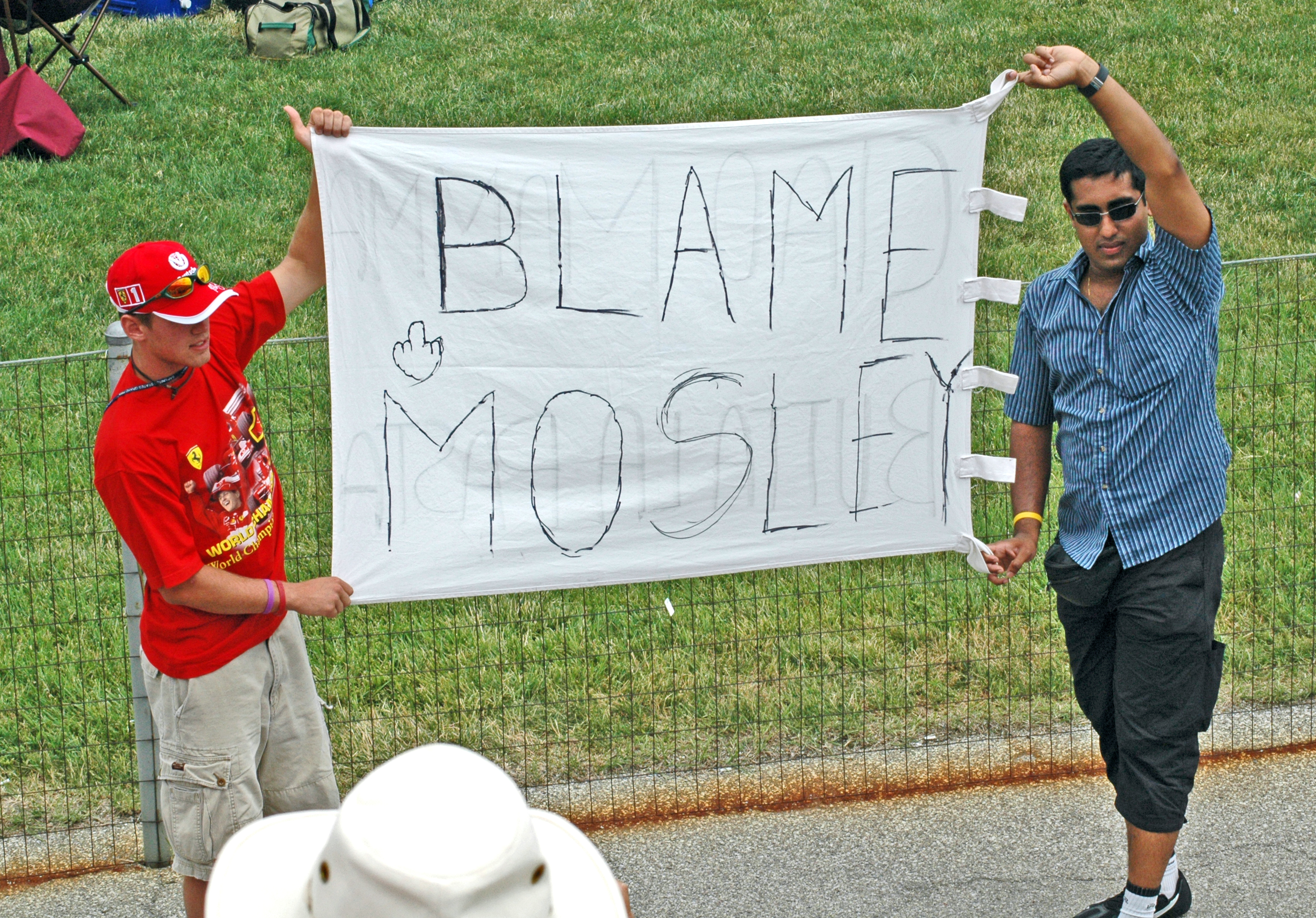
Aficionados descontentos exhibiendo una pancarta en la que culpan a Max Mosley por los problemas de la carrera.

El día siguiente a la carrera, la FIA publicó una justificación a su decisión de no permitir la instalación de una chicana, ni de permitir el cambio de neumáticos. La FIA también convocó el 29 de junio a los siete equipos con neumáticos Michelin ante el Consejo Mundial de la FIA, en su sede en Francia, para que explicaran su no participación en la carrera, lo cual era presumiblemente una violación del Acuerdo de la Concordia. La FIA también publicó, poco después, copias de las cartas enviadas a cada uno de los equipos, «en pro de la transparencia». Los equipos fueron acusados de violar el artículo 151c del Código Deportivo Internacional, el cual hace referencia a actos que perjudican los intereses de la competición o de los deportes de motor en general. Específicamente se les acusó de:
- Fallar a la hora de asegurar la disponibilidad de neumáticos apropiados para la carrera.
- Rehusar de manera ilícita a permitir a los vehículos el iniciar la carrera.
- Rehusar de manera ilícita a establecer restricciones de velocidad en una curva para los vehículos, lo cual garantizaba la seguridad dados los neumáticos disponibles.
- Llevar a cabo una demostración coordinada con otros equipos, perjudicando la imagen de la Fórmula 1 al retirarse a los boxes justo antes del comienzo de la carrera.
- No haber notificado a los comisarios de pista sobre su intención de no competir.

El 22 de junio, la FIA publicó un comunicado de prensa en un esfuerzo por explicar la posición de la FIA durante la controversia. En este, Mosley estableció una analogía con una hipotética situación en la cual los motores de un fabricante tuviesen problemas de consumo excesivo de aceite debido a una fuerte carga lateral durante una curva, y señaló que en tal caso aquellos vehículos simplemente se verían forzados a ir a menor velocidad en dicha curva. Mosley reiteró que al no haber sido probada, era imposible instalar la chicana debido al riesgo que esto hubiese representado. Señaló también que las alternativas presentadas por la FIA eran viables, y se preguntó por qué los otros equipos no usaron el carril de boxes como alternativa teniendo en cuenta que, con solo seis coches Bridgestone compitiendo, los coches Michelin aún podían competir por los puntos del séptimo y octavo lugar.
El 29 de junio, el Consejo Mundial del Deporte de Motor encontró a los equipos culpables de los dos primeros cargos, el de no poseer neumáticos apropiados para la carrera, pero con circunstancias fuertemente mitigantes, y el de rehusar de manera ilícita a permitir a los vehículos el iniciar la carrera. Los equipos fueron encontrados no culpables de las demás acusaciones. El castigo, sin embargo, no fue decidido y no fue anunciado hasta el 14 de septiembre.
El 22 de julio, el Consejo Mundial del Deporte de Motor votó a favor de revocar su decisión anterior, y exoneró a los equipos con neumáticos Michelin de todos los cargos. La decisión se tomó sobre la base de una «evidencia previamente enviada a la FIA», según la cual, al parecer, los equipos con neumáticos Michelin podrían haberse enfrentado a cargos criminales bajo las leyes del estado de Indiana por haber puesto, de manera consciente, a otros en peligro al participar en la carrera, aun incluso si ningún accidente se hubiese presentado.

### Compensación
El 28 de junio, Michelin anunció que ofrecería una compensación a todas las personas que habían comprado entradas para la carrera. Para finales de septiembre, la compañía había emitido cheques de reembolso correspondientes al valor de todas las entradas de la carrera. Adicionalmente, Michelin compró 20 000 entradas para el Gran Premio de Estados Unidos de 2006, para que fuesen distribuidas entre los espectadores que renovaron sus tiquetes para el evento.
Además del reembolso de las entradas, hubo cierta controversia sobre si llevar a cabo o no una segunda carrera, fuera de campeonato, en Indianápolis. El 2 de julio de 2005, durante el Gran Premio de Francia, Ron Dennis, director de McLaren, sugirió que una carrera adicional se podía llevar a cabo después del último Gran Premio de la temporada, en Shanghái. Al parecer los equipos habían discutido ya la posibilidad con Bernie Ecclestone; pero al día siguiente Tony George rechazó la posibilidad: «No habrá ninguna carrera en Indianápolis en otoño». Durante el Gran Premio de Cleveland de 2005 de la Championship Auto Racing Teams, llevado a cabo una semana después de la carrera en Indianápolis, se les permitió la entrada de manera gratuita a todos los espectadores con tiquetes del Gran Premio de Estados Unidos.

## Clasificación

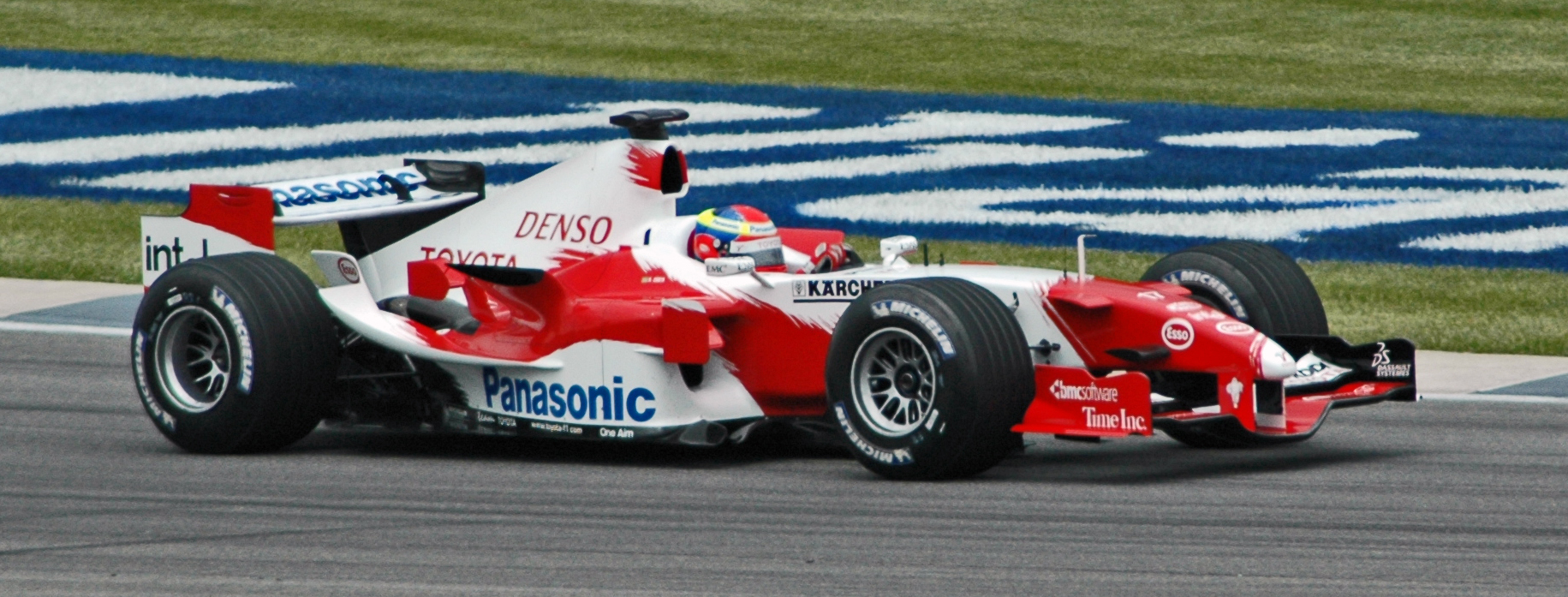
Ricardo Zonta, que reemplazó a Ralf Schumacher, durante la sesión de clasificación.

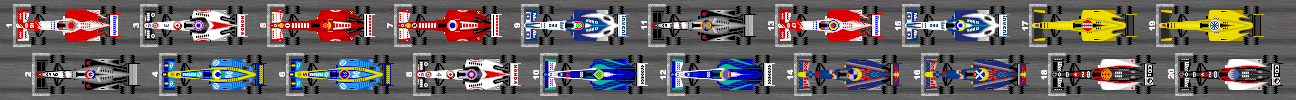
Clasificación final para la carrera.

Resultados
| Pos. | N.º | Piloto               | Equipo/Motor      | Tiempo   | Diferencia |
| ---- | --- | -------------------- | ----------------- | -------- | ---------- |
| 1    | 16  | Jarno Trulli         | Toyota            | 1:10.625 | –          |
| 2    | 9   | Kimi Räikkönen       | McLaren-Mercedes  | 1:10.694 | +0.069     |
| 3    | 3   | Jenson Button        | BAR-Honda         | 1:11.277 | +0.652     |
| 4    | 6   | Giancarlo Fisichella | Renault           | 1:11.290 | +0.665     |
| 5    | 1   | Michael Schumacher   | Ferrari           | 1:11.369 | +0.744     |
| 6    | 5   | Fernando Alonso      | Renault           | 1:11.380 | +0.755     |
| 7    | 2   | Rubens Barrichello   | Ferrari           | 1:11.431 | +0.806     |
| 8    | 4   | Takuma Satō          | BAR-Honda         | 1:11.497 | +0.872     |
| 9    | 7   | Mark Webber          | Williams-BMW      | 1:11.527 | +0.902     |
| 10   | 12  | Felipe Massa         | Sauber-Petronas   | 1:11.555 | +0.930     |
| 11   | 10  | Juan Pablo Montoya   | McLaren-Mercedes  | 1:11.681 | +1.056     |
| 12   | 11  | Jacques Villeneuve   | Sauber-Petronas   | 1:11.691 | +1.066     |
| 13   | 17  | Ricardo Zonta        | Toyota            | 1:11.754 | +1.129     |
| 14   | 15  | Christian Klien      | Red Bull-Cosworth | 1:12.132 | +1.507     |
| 15   | 8   | Nick Heidfeld        | Williams-BMW      | 1:12.430 | +1.805     |
| 16   | 14  | David Coulthard      | Red Bull-Cosworth | 1:12.682 | +2.057     |
| 17   | 18  | Tiago Monteiro       | Jordan-Toyota     | 1:13.462 | +2.837     |
| 18   | 21  | Christijan Albers    | Minardi-Cosworth  | 1:13.632 | +3.007     |
| 19   | 19  | Narain Karthikeyan   | Jordan-Toyota     | 1:13.776 | +3.151     |
| 20   | 20  | Patrick Friesacher   | Minardi-Cosworth  | 1:14.494 | +3.869     |

## Carrera
Resultados
| Pos. | N.º | Piloto               | Equipo/Motor      | Vueltas | Tiempo/Retirado | Parrilla | Puntos |
| ---- | --- | -------------------- | ----------------- | ------- | --------------- | -------- | ------ |
| 1    | 1   | Michael Schumacher   | Ferrari           | 73      | 1:29:43.181     | 5        | 10     |
| 2    | 2   | Rubens Barrichello   | Ferrari           | 73      | +1.522          | 7        | 8      |
| 3    | 18  | Tiago Monteiro       | Jordan-Toyota     | 72      | +1 vuelta       | 17       | 6      |
| 4    | 19  | Narain Karthikeyan   | Jordan-Toyota     | 72      | +1 vuelta       | 19       | 5      |
| 5    | 21  | Christijan Albers    | Minardi-Cosworth  | 71      | +2 vueltas      | 18       | 4      |
| 6    | 20  | Patrick Friesacher   | Minardi-Cosworth  | 71      | +2 vueltas      | 20       | 3      |
| DNS  | 16  | Jarno Trulli         | Toyota            | 0       | No salió        | 1        |        |
| DNS  | 9   | Kimi Räikkönen       | McLaren-Mercedes  | 0       | No salió        | 2        |        |
| DNS  | 3   | Jenson Button        | BAR-Honda         | 0       | No salió        | 3        |        |
| DNS  | 6   | Giancarlo Fisichella | Renault           | 0       | No salió        | 4        |        |
| DNS  | 5   | Fernando Alonso      | Renault           | 0       | No salió        | 6        |        |
| DNS  | 4   | Takuma Satō          | BAR-Honda         | 0       | No salió        | 8        |        |
| DNS  | 7   | Mark Webber          | Williams-BMW      | 0       | No salió        | 9        |        |
| DNS  | 12  | Felipe Massa         | Sauber-Petronas   | 0       | No salió        | 10       |        |
| DNS  | 10  | Juan Pablo Montoya   | McLaren-Mercedes  | 0       | No salió        | 11       |        |
| DNS  | 11  | Jacques Villeneuve   | Sauber-Petronas   | 0       | No salió        | 12       |        |
| DNS  | 17  | Ricardo Zonta        | Toyota            | 0       | No salió        | 13       |        |
| DNS  | 15  | Christian Klien      | Red Bull-Cosworth | 0       | No salió        | 14       |        |
| DNS  | 8   | Nick Heidfeld        | Williams-BMW      | 0       | No salió        | 15       |        |
| DNS  | 14  | David Coulthard      | Red Bull-Cosworth | 0       | No salió        | 16       |        |

## Clasificación tras la carrera
| Pos. | Piloto             | Puntos | Cambios       |
| ---- | ------------------ | ------ | ------------- |
| 1    | Fernando Alonso    | 59     | Sin cambios   |
| 2    | Kimi Räikkönen     | 37     | Sin cambios   |
| 3    | Michael Schumacher | 34     | Crecimiento   |
| 4    | Rubens Barrichello | 29     | Crecimiento   |
| 5    | Jarno Trulli       | 27     | Decrecimiento |

| Pos. | Constructor      | Puntos | Cambios       |
| ---- | ---------------- | ------ | ------------- |
| 1    | Renault          | 76     | Sin cambios   |
| 2    | McLaren-Mercedes | 63     | Sin cambios   |
| 3    | Ferrari          | 63     | Crecimiento   |
| 4    | Williams-BMW     | 47     | Decrecimiento |
| 5    | Toyota           | 47     | Decrecimiento |